# 綾部利右衛門
十代目綾部 利右衛門（あやべ りうえもん、1860年7月30日（万延元年6月13日）- 1932年（昭和7年）1月2日）は、実業家、初代川越市長。通称・峯太郎。

## 生涯
綾部家は元禄13年（1700年）以来、武蔵国川越（埼玉県川越市）喜多町で、屋号を「麻利」と称し塩・油・肥料を業としてきた豪商である。川越藩御用達として活躍していた家系であり、代々が綾部利右衛門を踏襲してきた。その十代目として万延元年（1860年）に生誕したのが峯太郎である。宝暦14年（1764年）の織部家の記録で、織部家は新河岸川の川越五河岸に出店し、舟運で江戸との物資の交易にあたっていた巨商であったことが分かる。また先代（九代）の当主は新河岸川の運河の開削に巨費を投じたひとりで、川越中心部に仙波河岸が完成すると回漕店を経営した。こうした経緯から歴代当主は江戸の文化を吸収し、全国の経済活動に通暁し膨大な文化的資産（蔵書）を所有していた。
第十代の利右衛門もそうした文化的土壌から、川越の経済的発展や文化振興に貢献した。
明治11年（1878年）、横田五郎兵衛、黒須喜兵衛、西村半右衛門、山崎豊ら川越藩御用商人衆の豪商とともに埼玉県唯一の国立銀行である第八十五国立銀行（埼玉銀行 - 埼玉りそな銀行の前身）の創設に参画、明治31年（1898年）、国立銀行営業満期前特別処分法に基づき株式銀行・第八十五銀行となると後に頭取として業務を統括した。また、川越貯蓄銀行や飯能銀行創立に携わった。明治33年（1900年）、国が商業会議所条例を施行すると、埼玉県初の商工会議所である川越商業会議所（現在の川越商工会議所）を設立、明治36年（1903年）から約30年間、その会頭の職に就いた。明治35年（1902年）には川越馬車鉄道を設立、翌年には埼玉県内で最初に電力供給事業に進出し川越電灯を設立、それらの社長に就任した。明治37年（1904年）には埼玉県で初の川越火力発電所を建設し、翌年、川越は県内で最初に電灯が灯った町となる。その電力を元に川越馬車鉄道は川越電気鉄道に改称され、明治39年（1939年）、川越 - 大宮間に埼玉県初の電車が開業した。また大正2年（1913年）には武蔵水電を創立して水力発電事業にも進出、武蔵水電は大正9年（1920年）に川越鉄道（現在の西武国分寺線・西武新宿線）を合併する。武蔵水電は帝国電灯に吸収合併されるが、鉄軌道部門を分離することになり利右衛門は西武鉄道（旧）を発足させた（「西武」の社名は武蔵水電が吸収した西武軌道から取った。西武鉄道（旧）は武蔵野鉄道と昭和20年に合併し、現在の西武鉄道が誕生することになる）。利右衛門はまた、川越 - 池袋を結ぶ京越鉄道の発起人ともなった（これは後に東武東上本線として実現する）。
明治35年（1902年）には利右衛門が土地を提供し集会場として川越会館（現在の川越市民会館の前身）が完成するなど川越の発展に寄与してきた利右衛門であるが、政治への関与は避けてきた。しかし、大正デモクラシーで川越町政が混乱を極めると、町民からの要請に応じる形で、大正6年（1917年）に名誉川越町長に就任する。紛糾して遅れていた市制施行も大正11年（1922年）に仙波村を編入して果たすと、埼玉県で最初に市になった川越市の初代市長を務め、翌年、その職を辞した。
昭和7年（1932年）、川越市のみならず埼玉県の発展に多大な貢献をした利右衛門は惜しまれながらこの世を去った。享年72。